# Carl Tellequist
Carl W. Tellequist (1738 – 28. december 1817 i Grenaa) var en dansk-norsk officer.

## Karriere
Han var svensk af fødsel og måske af adelig byrd, eftersom han var gift med en komtesse Ahlefeldt. Tellequist blev sekondløjtnant 1761, fik premierløjtnants karakter 1760 og blev derefter ansat som sekondløjtnant ved 1. bergenhusiske nationale infanteriregiment. Han erholdt kaptajns karakter 1763, idet han nød den gage, der var fastsat for den 14. sekondløjtnant ved Kongens Regiment i København, hvilken post holdtes vakant. Han blev virkelig kaptajn ved pløenske gevorbne regiment 1764, major af infanteriet 1774, kompagnichef ved nordenfjeldske infanteriregiment fra 1776 til 1788, men var dog i dette tidsrum omtrent i 11 år ansat ved viborgske regiment nemlig fra 1785 til 1786. Han blev tertsmajor ved nordenfjeldske regiment 1787, ansat ved holstenske infanteriregiment fra 1787 til 1803, blev sekondmajor med fuld gage 1790, fik oberstløjtnants karakter 1791, virkelig oberstløjtnant ved oldenburgske infanteriregiment 1796 og oberst af infanteriet 1797.
Tellequist var chef for 2. jydske infanteriregiment fra 1803 til 1809, da han blev chef for Generalkommandoen i Nørrejylland; han boede da i Randers. Dette var hans niende forsættelse og han endte som generalmajor og Kommandør af Dannebrog.

## Under Englandskrigene
Øen Anholt var blevet besat af englænderne i 1809, og Anholts tilbageerobring var kong Frederik VI magtpåliggende. Den 15. februar 1810 fik Tellequist, i sin egenskab af øverskommanderende i Jylland, ordre til en ekspedition, hvis formål var at generobre øen, tage besætninger til fange og ødelægge fyret. Først den 13. marts lykkedes det at få styrken samlet i Gjerrild Bugt, men kanonbådene var mangelfuldt bemandede. Hårdt vejr medførte flere gange at man var nødt til at udskibe de indskibede tropper, og tre gange afgik ekspeditionen men hver gang blæste det op til østlig storm så man måtte vende om. Da imidlertid de engelske orlogsskibe begyndte at vise sig, fik general Tellequist den 11. april ordre til at opgive ekspeditionen. I 1811 blev angrebet dog gennemført 25.-27. marts, men endte med et nederlag for danskerne.
I 1812 blev han sat under tiltale for "interesseret administration", dvs. korruption, men blev frikendt 1813 og tog afsked samme år. Han døde den 28. december 1817 i Grenaa.
Oberst Nicolai Tidemand (1766-1828) har noteret følgende om Tellequist i sine erindringer: "Var en duelig Regiments Officier, men uden videnskabelig Dannelse."